# Берингија
Берингија, такође познатa и као Берингов копнени мост или земљоуз, назив је за данас непостојећу или потопљену копнену везу или „мост”, који је постојао за време последњег (плеистоценског) леденог доба. Он је у овом периоду омогућавао копнену везу између Северне Америке и Азије.
Поред Беринговог, у истом историјском периоду постојали су слични копнени мостови који су спајали Аустралију, Тасманију и Нову Гвинеју, односно азијско копно са Суматром, Јавом и Борнеом, као и Британско острва са остатком европског континента.
Берингов копнени мост био је важан за живи свет, јер је преко њега у Северну Америку пре 10.000 година, емигирала наше врста (хомо сапијенс), са простора Азије у Северну Америку све до Аљаске али и Сибира. Тачна рута којом су се кретали није јасна, јер су археолошки и други трагови потопљени након завршетка леденог доба и дизања нивоа мора.
Беринговим копненим мостом у Северну Америку дошли су и мамута високи три метра и тешки пет до осам тона, пре око 100.000 година, који су се прво појавили у Европи и Азији око 250.000 година п. н. е.

## Етимологија
Термин Берингија је сковао шведски ботаничар Ерик Хултен 1937. године у част Витуса Беринга  данског истраживача и картографа у руској служби, познатог као вођа Прве и Друге камчатске експедиције током којих је истраживао североисточне азијске и северозападне северноамеричке обале.
Током ледених доба, Берингија, као и већи део Сибира и цела северна и североисточна Кина, није била залеђена јер је снег падао веома мало.

## Историја
Током геолошког раздобља цели континенти Земље су лутали по Земљиној кугли међусобно се сударајући или удаљавајући се један од другог. Пре 200 милиона година они су се спојили у јединствени суперконтинент који је назван Пангеа. Атлантски океан није постојао, а Северна и Јужна Америка биле су сабијене уз Африку и Европу. После тога неки делови су се раздвојили или судаили један са другим.
Током последњег, леденог доба, ниво мора се смањио на 120 са више од 150 метара, због мобилизације залеђене воде у велики лед и ледене плоче, први пут између 50.000 и 40.000. годинеа п. н. е. и опет између 25.000 и 14.000 година пре наше ере.
Након пада водостаја, формирала се простор попут превлаке или копненог моста између пољопривредних крајева Азијског и Америчког континента. Ова копнени мост назван је Берингиа. 
Берингија је због обиља влаге, била покривена бујном вегетацијом, која се састојала углавном од траве и ниског жбуња, што је представљало не само идеалну храну за мамуте, дивље коње, ирвасе и бизоне, већ је пружало идеалан услов за живот и кретањек великих животиња (мегафауне). Како су ове животиње непрестано биле предмет лова од стране група ловаца из Азије, бежећи од истребљења оне су преко овог моста ушле у мање насељену и за безбедан живот повољнију Америку.
Многи научници мисле да су овај земљани мост користили и рани досељеници Америке, који су се кретали до Сибира и Аљаске, а одатле ка осталим деловима Северна и Јужна Америке.
Како је клима постајала све топлија, након леденог доба, глечери су почела да се топе а ниво мора широм Земљине кугле почео је да расте. Сматра се да је око 11.600 година, земљани мост Берингиа коначно нестао испод данашњег Беринговог мореуза.
Остали копнени мостове појавили су се у исто време. Тако је у том геолошком раздобљу: Аустралија била повезна са Тасманијом, док су Нова Гвинеја и острво Тимор образовали један континент који се зове Сахул. Слично томе, Филипински архипелаг био је повезан са Индонезијом, а Јапан је континтинентално био повезан са Корејом.

## Рефугиум
Последњи глацијални период, који се обично назива „ледено доба“, обухватао је 125.000 –14.500. године п. н. е. и био је најновији глацијални период у оквиру тренутног леденог доба, који се десио током последњих година ере плеистоцена. Ледено доба је достигло свој врхунац током последњег глацијалног максимума, када су ледени покривачи почели да напредују око 33.000. године п. н. е. и достигли своје максималне границе од 26.500. године п. н. е. 
Деглацијација је почела на северној хемисфери око 19.000. године п. н. е., а на Антарктику око 14.500 године п. н. е., што је у складу са доказима да је глацијална отопљена вода била примарни извор за нагли пораст нивоа мора за 14.500. године п. н. е. и да је мост коначно био подигнут око 11.000. године п. н. е. Фосилни докази са многих континената указују на изумирање великих животиња, названих плеистоценска мегафауна, пред крај последње глацијације. 
Током леденог доба огромна, хладна и сува мамутска степа протезала се од арктичких острва на југ до Кине, и од Шпаније на исток преко Евроазије и преко Беринговог копненог моста до Аљаске и Јукона где је била блокирана глацијацијом у Висконсину. Стога су флора и фауна Берингије били више повезани са онима у Евроазији, а не Северној Америци. Берингија је примила више влаге и повременог покривач од морских облака са северног Тихог океана од остатка мамутске степе, укључујући суво окружење са обе стране. Ова влага је подржавала станиште грмља и тундре које је представљало еколошко уточиште за биљке и животиње. У источној Берингији 35.000 године п. н. е., северне арктичке области су имале температуре 1,5 °С степени топлије него данас, али су јужне субарктичке области биле 2°С степена хладније. Током 22.000. године п. н. е. просечна летња температура била је 3–5°С хладнија него данас, са варијацијама од 2,9°С  хладније на полуострву Сјуард до 7,5°С (  хладније у Јукону.  У најсушнијим и најхладнијим периодима касног плеистоцена, а вероватно и током целог плеистоцена, влага се јављала дуж градијента север-југ, док је југ добијао највише облака и влаге због струјања ваздуха из северног Пацифика.
У касном плеистоцену, Берингија је била мозаик биолошких заједница. Почевши од  57.000 године п. н. е., вегетација степе и тундре доминирала је великим деловима Берингије са богатом разноврсношћу трава и биља. Постојали су делови тундре жбуна са изолованим рефугијама шума ариша (Ларик) и смрче (Пицеа) са стаблима брезе (Бетула) и јохе (Алнус). Предложено је да се највећа и најразноврснија заједница мегафауне која живи у Берингији у овом тренутку могла одржати само у веома разноликом и продуктивном окружењу.
Анализа на Чукотки на сибирској ивици копненог моста показала је да је од ц. 57.000 – око 15.000. године п. н. е. окружење  било влажније и хладније од степе-тундре на истоку и западу, са загревањем у деловима Берингије од око 15.000. године п. н. е. Ове промене су дале највероватније објашњење за миграције сисара након око 15.000. године п. н. е., пошто је загревање обезбедило повећану количину хране за претраживаче и мешане хранилиоце.Берингија није блокирала кретање већине великих врста прилагођених сувим степама као што су антилопа саига, вунасти мамут и коњи кабалид. Међутим, са запада вунасти носорог није ишао даље на исток од реке Анадир, а са истока нису путовале северноамеричке камиле, амерички копитара налик киангу, кратколики медвед, мошус са капом и амерички јазавац. На почетку холоцена, неке врсте прилагођене мезичком станишту напустиле су рефугијум и прошириле се на запад у оно што је постало тундра у северној Азији и на исток у северну Северну Америку.

### Берингија, пре 8000 година
Најновија појава копненог моста била јепре 70.000 година. Међутим, од  24.000 –/ 13.000 године п. н. е. ледени покривач Лаурентиде спојио се са леденим покривачем Кордиљера, који је блокирао проток гена између Берингије (и Евроазије) и континенталне Северне Америке.
Јуконски коридор се отворио између опадајућих ледених покривача 13.000. године п. н. е., и ово је још једном омогућило проток гена између Евроазије и континенталне Северне Америке све док копнени мост није коначно затворен порастом нивоа мора око 10.000. године п. н. е. Током холоцена, многе врсте прилагођене мезицима напустиле су уточиште и прошириле се на исток и запад, док су се у исто време врсте прилагођене шуми шириле са шумама са југа. Врсте прилагођене суши су сведене на мања станишта или су изумрле.